# 本成寺 (三条市)
本成寺（ほんじょうじ）は、新潟県三条市西本成寺にある、法華宗陣門流の総本山。山号は長久山（ちょうきゅうさん）。開山の日印聖人は日朗聖人（六老僧）の高弟で宗祖日蓮大聖人の法孫に当る。塔頭が十カ寺ある（要住院、本照院、久成院、蓮如院、持経院、顕性院、一乗院、本高院、静明院、寿妙院）。

## 概要
主に東日本・東海地方に寺院・檀信徒を持つ法華宗陣門流を統括する。毎年2月3日に本堂で行われる鬼踊りは有名で、日本三大鬼踊りの一つとされる。これは節分大祈願会の行事で、戦国時代、本成寺の僧兵と農民が協力して戦乱を収めた故事にちなんだもので、 赤鬼、青鬼、黄鬼、緑鬼、黒鬼、三途川婆（そうずかば）が登場し鋸、斧等を振りかざすも、年男・年女が豆を投げて退散させ、一年の平安を祈願するという行事である。

## 歴史
- 1297年（永仁5年）、日印聖人は越後に道場を建立しようと志し、白牛に経巻をのせて越後の蒲原郡にさしかかると牛がひざまずき、辺り一面から清水が湧き出し池を作り出した。やがてその池に蓮が生え、青蓮華が開き、この奇瑞こそ有縁の霊地と確信し、畔に草庵を結びました。この地の領主、山吉定明、長久父子が共に日印聖人に帰仰し、青蓮華寺としたのがはじまり。後に山吉長久は300石を寄進した。
- 1314年（正和3年）、日印が鎌倉の日朗聖人（六老僧）を訪ね、山号、寺号の授与と初祖承認を願い出て、初祖日朗聖人、開山日印聖人とし、長久山本成寺と改名した。
- 1318年（文保2年）～1319年（元応元年）、日印は高齢の日朗の名代として、征夷大将軍の宮将軍守邦親王の御前で法論の問答を行い、全宗派の僧を論破する（鎌倉殿中問答）。
- 南北朝時代、上杉氏（藤原北家の流れ）から出家した日静が越後国三条本成寺の主となったが、遷化前に、弟子の日陣（門祖）に本成寺を、日伝に京本圀寺を譲った。日陣は日伝（六条門流）と別れ、京での法華経信仰布教のため、京別院として本禅寺（洛中法華21ヶ寺）を別に創建。以後、越後国三条本成寺は日陣門流の中心となった。
- 1872年（明治5年）、明治政府の指導により、日蓮門下の諸門流は日蓮宗を形成したが、教義の違いから1874年（明治7年）日蓮宗一致派と日蓮宗勝劣派に分裂。本成寺は勝劣派に属するが1876年（明治9年）勝劣派は各門流に分裂し、日陣門流は本成寺派を公称した。
- 1898年（明治31年）、本成寺派は法華宗と改称。
- 1951年（昭和26年）、法華宗陣門流と公称し現在に至る。
- 2021年（令和3年）7月16日に本堂・客殿・庫裏・表玄関・大書院を国の登録有形文化財に登録するよう文部科学大臣の答申した[1]。

## 伽藍
- 本堂（三百五十坪）
- 客殿（百七十三坪）
- 寂光殿
- 三門（赤門、黒門）
- 鐘楼堂
- 宝物殿
- 千仏堂
- 二重塔
- 鬼子母神
- 拝殿
- 番神堂
- 要住院
- 本照院
- 久成院
- 蓮如院
- 持経院
- 顕性院
- 一乗院
- 本高院
- 静明院
- 寿妙院

## 寺宝什物・文化財
寺宝什物
- 日蓮大聖人真筆御本尊
- 日朗聖人作宗祖御木像
- 日印聖人勧精一尊四士御像
- 日印聖人筆本成寺置文
- 御奈良天皇御論旨
- 狩野元信筆屏風一双

新潟県指定有形文化財
- 本成寺三門（赤門）[2]
- 絹本著色日現像[3]
- 絹本著色絵曼荼羅[3]
- 絹本著色小絵曼荼羅[3]

三条市指定有形文化財
- 木造傅大士坐像[4]
- 普建・普成立像[5]
- 本成寺中世文書[6]
- 本成寺多宝塔[7]
- 千仏堂[8]
- 鐘楼[9]
- 黒門[10]

## 本寺の本山・別院

### 本山
- 京本山 光了山本禅寺（京都府京都市）（旧山城国）※洛中法華21ヶ寺
- 東海本山 常霊山本興寺（静岡県湖西市）（旧遠江国）

### 別院
- 東京別院 徳栄山本妙寺（東京都豊島区）（旧武蔵国）
- 北陸別院 長松山本法寺（富山県富山市）（旧越中国）
- 霊跡別院 俎岩山蓮着寺（静岡県伊東市）（旧伊豆国）

## 末寺
- 本光寺 (東京都港区)

## 交通アクセス
鉄道
- JR信越本線 三条駅から西へ徒歩20分。
- JR上越新幹線 燕三条駅から車で10分。

高速道路
- 北陸自動車道三条燕インターチェンジから車で15分。

バス
- 東三条駅、北三条駅から三条市内循環バス「ぐるっとさん」で本成寺黒門前バス停から徒歩3分。